# Codia
Codia es un género con 15 especies de plantas con flores perteneciente a la familia Cunoniaceae. Es nativo de Australia. El género comprende 21 especies descritas y de estas, solo 15 aceptadas.

## Taxonomía
El género fue descrito por J.R.Forst. & G.Forst. y publicado en Characteres Generum Plantarum 30. 1775. La especie tipo es: Codia montana

## Especies
| - Codia albicans - Codia albifrons - Codia arborea - Codia discolor - Codia ferruginea - Codia floribunda | - Codia incrassata - Codia laevis - Codia microcephala - Codia microphylla - Codia montana - Codia nitida | - Codia obcordata - Coddia rudis - Codia serratifolia - Codia spathulata - Codia tinifolia |